# Membraniporoidea
Membraniporoidea zijn een superfamilie van mosdiertjes (Bryozoa) uit de orde van de Cheilostomatida. De wetenschappelijke naam ervan werd in 1854 voor het eerst geldig gepubliceerd door Busk.

## Families
- Electridae Stach, 1937 (1851)
- Membraniporidae Busk, 1852
- Sinoflustridae Gordon, 2009

Niet geaccepteerde familie:
- Electrinidae d'Orbigny, 1851 → Electridae Stach, 1937 (1851)